# Noble House
Noble House – powieść napisana przez Jamesa Clavella w 1981 roku. Chronologicznie jest przedostatnią z serii „Saga Azji” i opowiada o losach założonego przez Dirka Struana w drugiej połowie XIX w. (powieść Tai-Pan) imperium handlowo-finansowego Noble House. Akcja dzieje się w Hongkongu – wówczas (1963) kolonii brytyjskiej.
Na podstawie powieści powstał miniserial telewizyjny, w którym główną rolę zagrał Pierce Brosnan.

## Główni bohaterowie
- Ian Dunross – dziesiąty tai-pan Noble House, wybrany w 1960 roku zgodnie z legacją Dirka Struana.
- Quillan Gornt – tai-pan Rothwell-Gornt, wróg Struanów
- Lincoln Bartlett – amerykański milioner, szef Par-Con Industries.
- Casey Tcholok – Kamalian Ciranoush (K.C.) Tcholok, wiceprezes Par-Con Industries. (Dużym zaskoczeniem dla wszystkich był fakt, że wiceprezesem Par-Con Industries jest kobieta).
- Robert Armstrong – inspektor policji w Hongkongu.
- Phillip Czen – Dokładniej Phillip T’Chung Sheng Czen. Jeden z członków rady Noble House. Zgodnie z legację Dirka Struana jeden z doradców zawsze był wybierany z rodu Czenów. Phillip Czen to potomek Dirka Struana. Jego przodkiem był Gordon Czen – nieślubny syn Dirka Struana.
- Roger Crosse – nadinspektor policji w Hongkongu.
- Brian Kwok – nadinspektor policji
- Wu Cztery Palce – potomek Wu Fang Choi
- Paul Choy – siódmy syn Wu Cztery Palce, posiada akt urodzenia, według którego jest synem jednego z kuzynów Wu Cztery Palce, w ten sposób Wu Cztery Palce starał się ukryć jego powiązania z biznesem narkotykowym. Paul Choy został wykształcony za granicą, studiował między innymi na Harvardzie.
- John Czen – postać bardzo znacząca dla przebiegu fabuły, mimo iż nie występuje osobiście. O jego życiu i działaniach dowiadujemy się tylko z opowieści innych bohaterów. Syn Phillipa Czena, porwany przez Wilkołaków.

## Inni bohaterowie
- Vincent Banastasio – amerykański hazardzista, tajemnicza postać, wielokrotnie wymieniana w powiązaniu z handlem bronią.
- Penelopa Struan – żona Dunrossa Struana.
- Adryon Struan – dziewiętnastoletnia córka Dunrossa Struana.
- Dianne Czen – żona „Numer Dwa” Phillipa Czena, bardzo chciwa Euroazjatka.
- Peter Marlowe – główny bohater powieści Król szczurów. W Noble House jest pisarzem, przebywającym w Hongkongu. Ma dużą wiedzę na temat dziejów rodzin Struanów i Brocków.